# Heraclia doenitzi
Heraclia doenitzi är en fjärilsart som beskrevs av Karl Grünberg. Heraclia doenitzi ingår i släktet Heraclia och familjen nattflyn. Inga underarter finns listade i Catalogue of Life.